# Greys (rivier)
De Greys (Engels: Greys River) is een rivier in de Amerikaanse staat Wyoming. Hij is 105 km lang, snelvloeiend, en stroomt over zijn totale lengte doorheen de Rocky Mountains. De rivier ontspringt meer specifiek in de Wyoming Range en mondt uit in de Snake bij Alpine, Wyoming in Lincoln County.

## Galerij

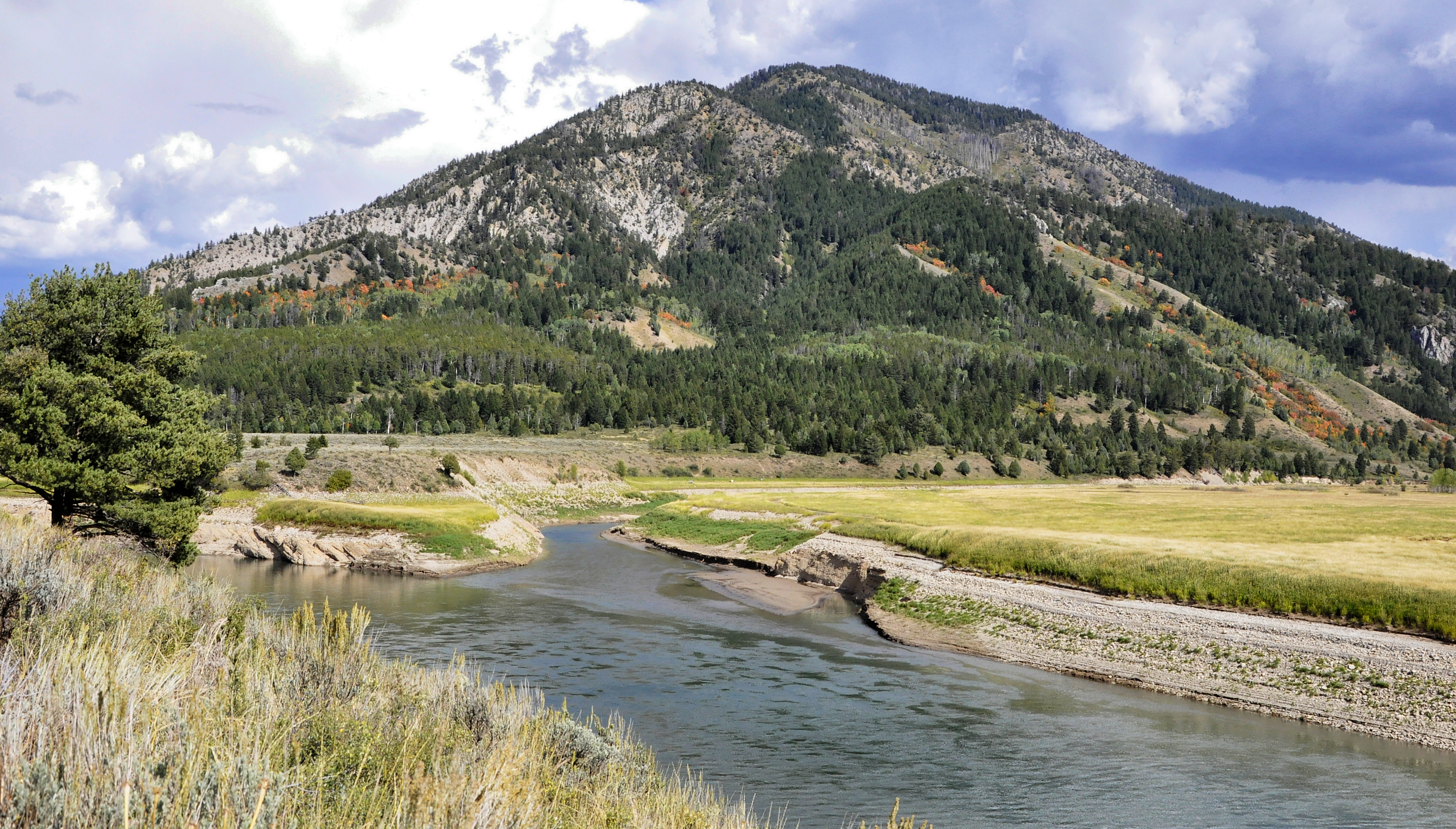
Samenvoeiing van Greys River (voorgrond) en Snake River in Alpine